# Ecorregión terrestre tundra de las islas del mar de Scotia
La ecorregión terrestre tundra de las islas del mar de Scotia (en inglés Scotia Sea Islands tundra) (AN1103) es una georregión ecológica situada en las islas subantárticas del Arco de las Antillas Australes o arco de Scotia, ubicadas en el océano Atlántico austral y el océano Antártico, entre el sudoeste de América del Sur y la Antártida.  

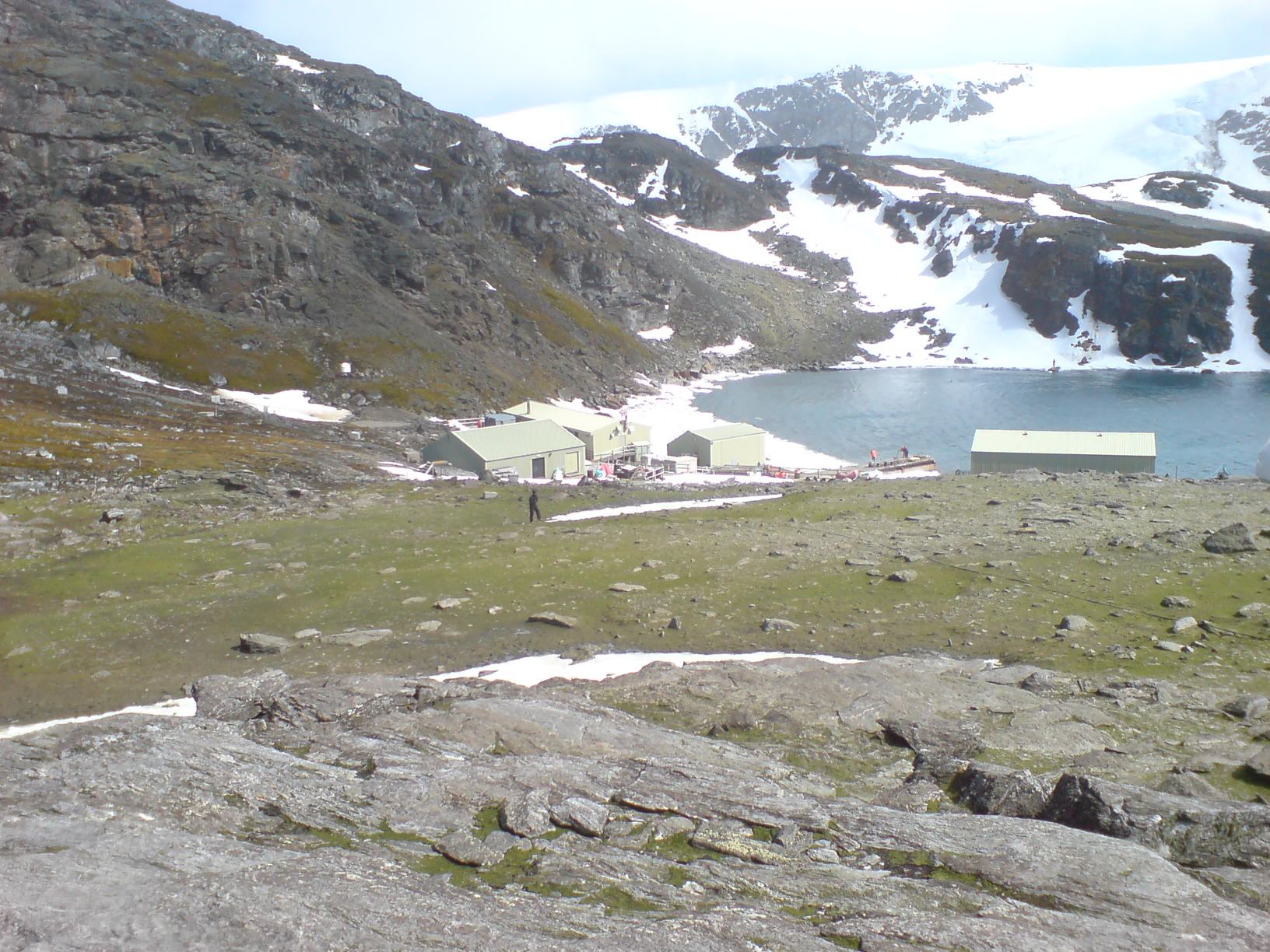
Las islas Orcadas del Sur presentan un bioma terrestre típico de esta ecorregión.

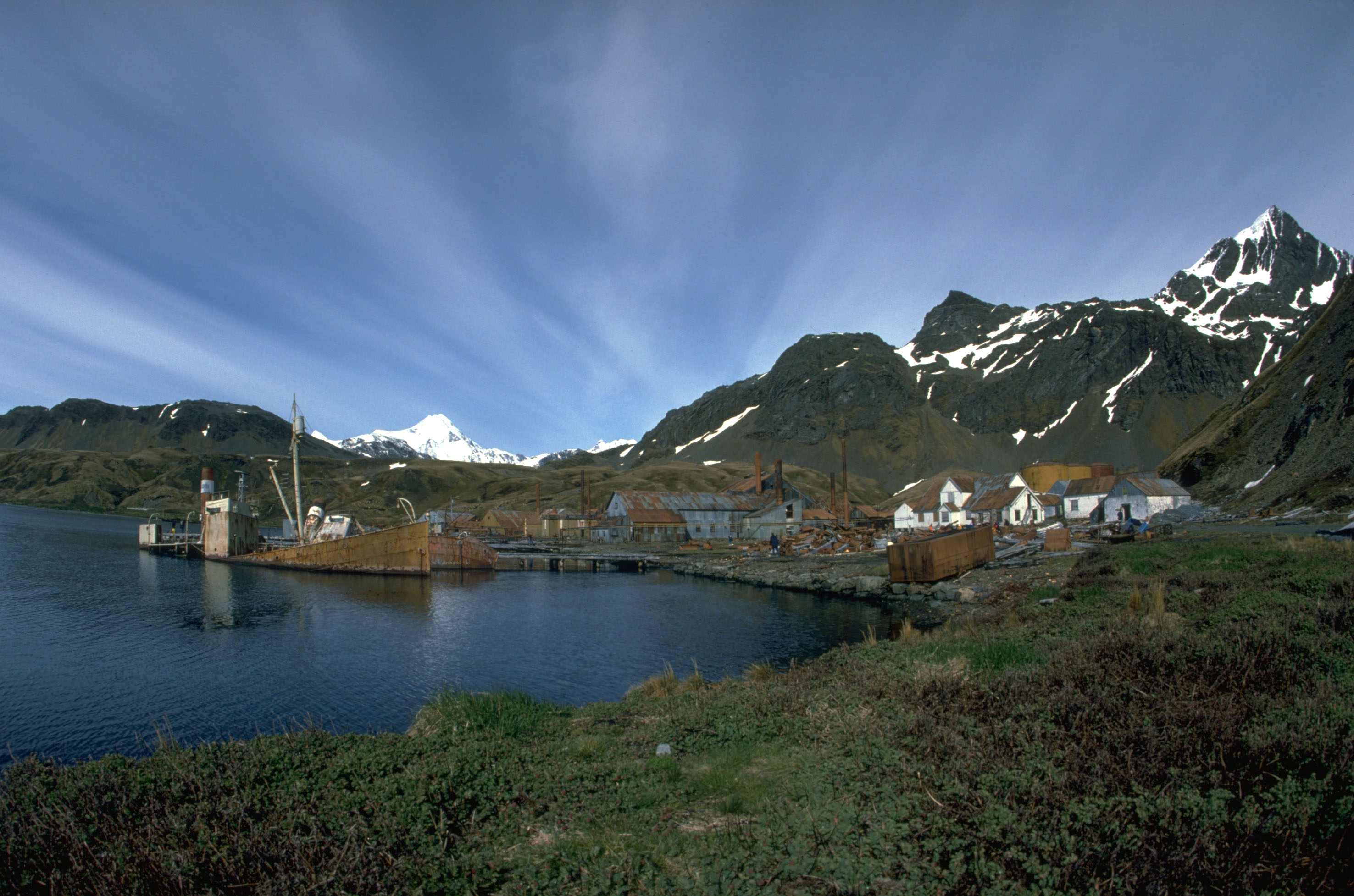
Vegetación que rodea la estación ballenera de Grytviken en las islas Georgias del Sur.

## Distribución

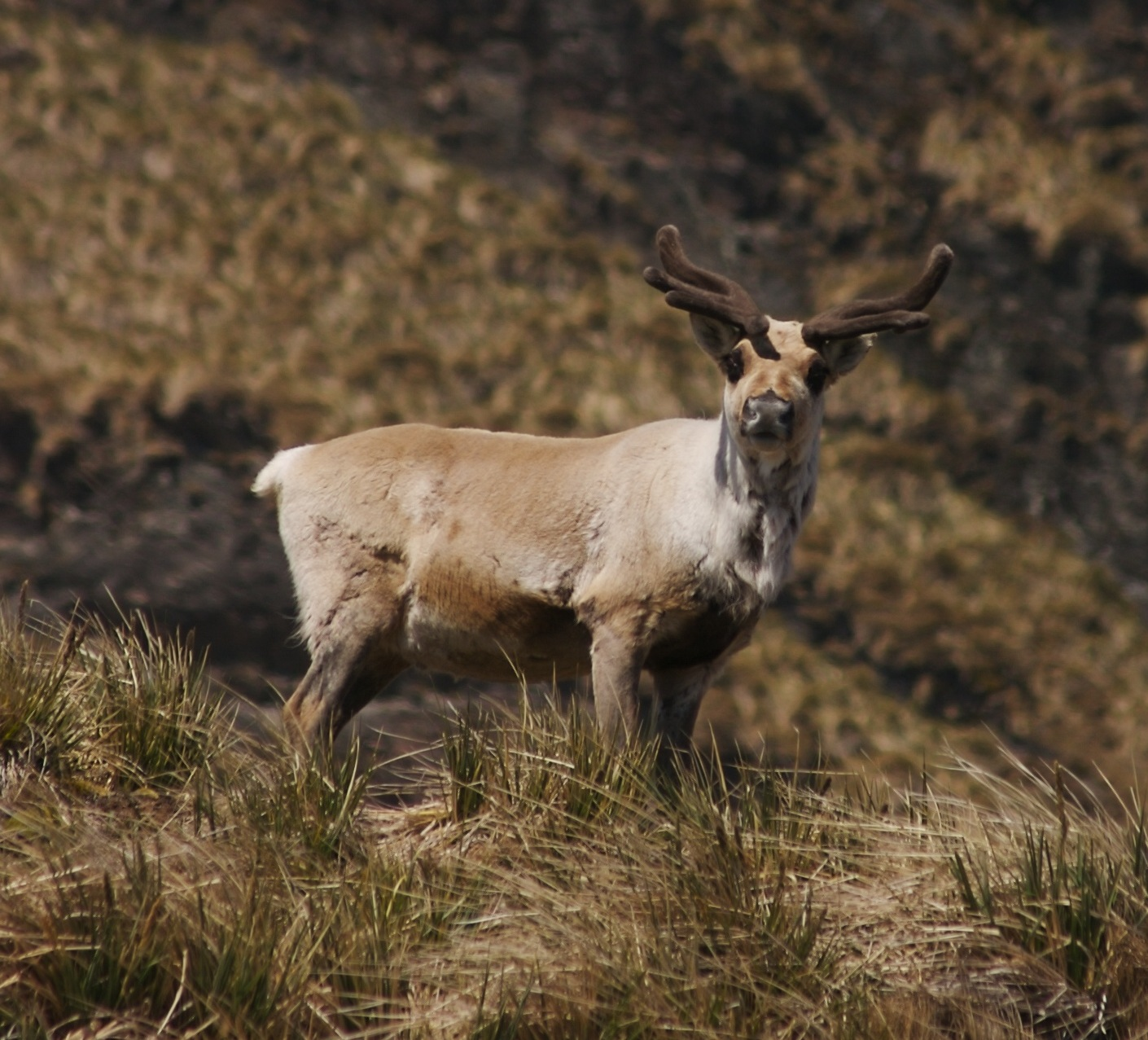
Pastizal afectado por el ramoneo de una especie exótica en las islas Georgias del Sur: el reno (Rangifer tarandus).

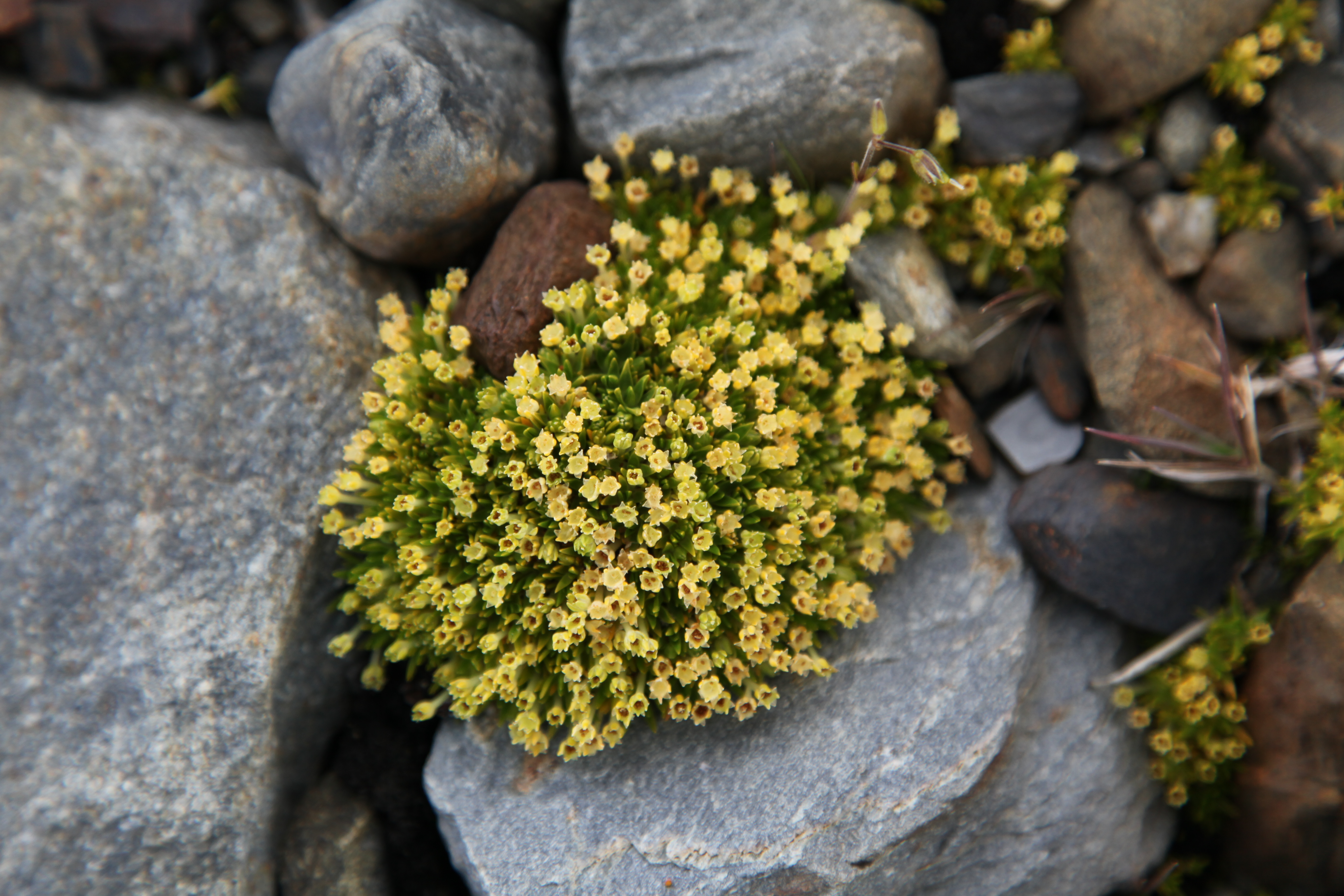
El clavel antártico (Colobanthus quitensis) en las islas Georgias del Sur.

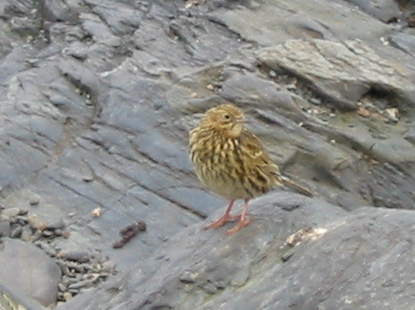
La cachirla geórgica, un ave endémica de las islas Georgias del Sur, es la especie más destacada de esta ecorregión terrestre.

Esta ecorregión terrestre se distribuye en las islas del grupo denominado Antillas del Sur o Antartillas, que incluye a las islas Aurora, Islas Georgias del Sur, Sandwich del Sur, Orcadas del Sur y Shetland del Sur.

## Características geográficas
Esta ecorregión terrestre se distribuye en las islas del arco volcánico oceánico que resulta ser la continuación hundida de la cordillera de los Andes y que empalma con la cordillera antártica de los Antartandes. 
La cordillera dorsal del Scotia delimita por el norte y por el sur al mar del Scotia formando un pronunciado arco de al menos 4350 km de extensión. Geológicamente se trata de un sistema orográfico bastante joven con fuerte vulcanismo e importante sismicidad estando sus cumbres más eminentes por sobre el nivel del mar en el conjunto de islas llamado Antillas del Sur.

## Características biológicas

### Flora
Fitogeográficamente, las islas de esta ecorregión situadas sobre el paralelo 60°S pertenecen a la provincia fitogeográfica insular subantártica, o simplemente denominada provincia fitogeográfica insular, una de las secciones en que se divide el dominio fitogeográfico subantártico. Incluye formaciones esteparias, y turberas, con total ausencia de elementos arbóreos. En las costas de las islas con temperaturas no tan frías la especie dominante es el enorme pasto tusok (Poa flabellata).
Las islas de esta ecorregión situadas al sur del paralelo 60°S pertenecen a la dominio fitogeográfico antártico, uno de los dominios fitogeográficos en que se divide el reino o región fitogeográfica antártica. Como la casi totalidad de la superficie esta cubierta de hielo, climáticamente, presenta condiciones demasiado frías y secas para soportar virtualmente cualquier tipo de planta vascular, por lo que la vegetación es muy pobre, y se encuentra limitada a los mínimos sectores con características más favorables. Incluye sólo dos plantas autóctonas vasculares y fanerógamas, que se presentan en forma de tundra. Abundan los musgos, hepáticas, así como líquenes, y algas, integrantes del reino Protista.

### Fauna
La fauna de esta ecorregión terrestre es muy pobre pues tanto la mayor parte de las aves y mamíferos que en ella habitan pertenecen a la ecorregión marina correspondiente. Entre las especies netamente terrestres destaca el paseriforme más austral del mundo, la endémica cachirla geórgica, además de algunos insectos. 
En 1905, los escandinavos que trabajaban en la Compañía Argentina de Pesca liberaron en la isla San Pedro renos oriundos de Laponia, los que se han multiplicado en gran cantidad, siendo la única población silvestre en el mundo de esta especie doméstica. Desde inicios del siglo XXI existe un proyecto de traslocar esta población de renos a las islas Malvinas para criarlos allí.